# Hemerobius bolivari
Hemerobius bolivari är en insektsart som beskrevs av Banks 1910. Hemerobius bolivari ingår i släktet Hemerobius och familjen florsländor. Inga underarter finns listade i Catalogue of Life.